# Разумов, Василий Петрович
Василий Петрович Разумов (17 апреля 1909, Новочелны-Сюрбеево, Буинский уезд, Симбирская губерния — 29 января 1967, Москва) — советский флотоводец; инженер-вице-адмирал (1965). Член редколлегии журнала «Морской сборник».

## Биография
По национальности — чуваш. Окончил Московский механико-машиностроительный институт им. Н. Э. Баумана (1933). В ВМФ СССР с 1933 года.
Окончил курсы инженеров-механиков флота при Высшем военно-морском инженерном училище им. Ф.Э. Джержинского. Служил командиром электромеханической боевой части на подводной лодке типа «М», инженером-механиком дивизиона подводных лодок, с 1939 г. в техническом управлении Военно-Морского Флота.
В период Великой Отечественной войны 1941-1945 гг. большую часть времени инженер-капитан 2-го ранга В.П. Разумов находился на действующих флотах и флотилиях. Своей напряженной работой по организации правильной эксплуатации и ремонта электромеханических установок и корпусов кораблей обеспечивал успешное проведение боевых операций. Его отличные действия в первые месяцы войны были отмечены Почетной грамотой народного комиссара Военно-Морского Флота. В 1943 г. был удостоен первой государственной награды – ордена Отечественной войны I степени.
После войны продолжал служить в Москве. Весной 1953 г. в звании инженер-капитана 1-го ранга был направлен на Северный флот начальником вооружения и судоремонта. В том же году произведен в инженер-контр-адмиралы. Он приложил много старания и усилий в организацию качественного ремонта кораблей, обеспечение их всеми видами технического имущества и вооружения. Он являлся членом Мурманского обкома КПСС, в 1955 г. был избран депутатом Мурманского городского Совета депутатов трудящихся. С 1959 года - начальник Технического управления ВМФ СССР. В 1965 г.  было присвоено очередное воинское звание – инженер-вице-адмирал. 29 января 1967 г. Разумов ушел из жизни. Похоронен на Головинском кладбище.

## Награждён
- орден Красного Знамени (1953),
- орден Отечественной войны 1-й степ. (1943),
- орден Трудового Красного Знамени (1963),
- два ордена Красной Звезды (1949, 1966),
- медали «За боевые заслуги», «За победу над Японией» и мн. др.,
- именное оружие (1959)
- орден Крест Храбрых (ПНР)

## Память
Именем Разумова названа улица в селе Новочелны-Сюрбеево.